# Crucibulum (champignon)
Genre
Crucibulum est un genre de champignons basidiomycètes de la famille des Agaricaceae (ou des Nidulariaceae selon les classifications).
Ces petits champignons saprophytes ressemblent à des nids d'oiseaux garnis d'œufs, comme ceux des genres Cyathus et Nidularia.

## Espèces
- Crucibulum cyathiforme
- Crucibulum laeve
- Crucibulum parvulum